# Mark Arm
Mark Arm, pseudonimo di Mark McLaughlin (Seattle, 21 febbraio 1962), è un cantante e chitarrista statunitense che ha militato in numerosi gruppi, molti dei quali appartenenti alla corrente grunge, e ritenuto uno dei massimi esponenti e ispiratori del genere.
Secondo alcuni, fu proprio lui nei primi anni '80 ad utilizzare questo termine per descrivere la musica underground di Seattle.

## Gli anni '80
Mark Arm inizia la sua carriera musicale nel 1980 con una band formata a scuola, Mr. Epp and the Calculations. Un estratto dal nastro delle loro prime registrazioni viene trasmesso su una radio locale da un Dj che li definisce "la peggior band del mondo". Il gruppo esordsce dal vivo nel 1981, come gruppo di spalla agli Student Nurse. Nel 1982 la band pubblica un 7" EP (Of Course I'm Happy, Why?). Nel 1983 aggiungono come secondo chitarrista Steve Turner, e pubblicano una cassetta live. Suonano il loro ultimo concerto il 3 febbraio 1984, e si sciolgono subito dopo.
Dopo la fine dei Mr.Epp and the Calculations, Mark Arm e Steve Turner entrano nei Limp Richerds per qualche settimana. Subito dopo quest'esperienza, Mark e Steve fondano con Stone Gossard, Jeff Ament ed Alex Vincent i Green River. Grazie all'amicizia fra Mark Arm e i due fondatori della Sub Pop (Jonathan Poneman e Bruce Pavitt), i Green River diventano, insieme ai Soundgarden, una delle prime band ad incidere per l'allora neonata casa discografica. Nel quadriennio 1985-1988 pubblicano tre album: Come on Down (dopo il quale Steve Turner lascia a causa dell'evoluzione metal della band, sostituito da Bruce Fairweather), Dry as a Bone e Rehab Doll.
Il gruppo si scioglie definitivamente nel 1988 a causa dei contrasti interni fra Arm, animato da un fervente spirito underground, e Ament, più interessato al successo commerciale del gruppo. In seguito alla rottura, Jeff Ament, Stone Gossard e Bruce Fairweather formano i Mother Love Bone, mentre Mark Arm si riunisce a Steve Turner, e reclutati il bassista Matt Lukin (appena cacciato dai Melvins) e il batterista Dan Peters (dai Bundle of Hiss) alla fine del 1988 forma i Mudhoney.
I Mudhoney esordiscono su disco nel 1988 pubblicando in rapida successione un singolo (Touch Me I'm Sick) e un EP (Superfuzz Bigmuff), entrambi per la Sub Pop. L'esordio del gruppo sulla lunga distanza, l'album Mudhoney, avviene nel 1989.
Nello stesso periodo, Mark e Steve continuano a far parte anche dei The Thrown Ups, a cui si erano aggiunti verso il 1985, e con i quali fanno uscire tre 7" ed un album, tutti su Amphetamine Reptile Records.

## Gli anni '90
Il decennio si apre per Mark Arm con l'uscita di quello che è ad oggi il suo unico disco solista all'attivo, il 7" The Freewheelin' Mark Arm (1990), prodotto da Jack Endino, famoso a sua volta per aver prodotto moltissimi lavori della Sub Pop, tra cui gli stessi Mudhoney ed i Nirvana.
Nel 1991 i Mudhoney pubblicano Every Good Boy Deserves Fudge, che sebbene le ottime vendite sarà oscurato dal disco che rese il grunge un fenomeno mondiale, Nevermind dei Nirvana. Poco dopo i Mudhoney firmano un contratto con la Reprise, con la quale continueranno ad incidere fino al 1999.
Sempre attorno al 1991 prende forma uno dei progetti più apprezzati di Mark Arm: The Monkeywrench, sorta di "supergruppo" formato da Steve Turner e Mark Arm (Mudhoney), Tim Kerr (Big Boys, Poison 13), Tom Price (The U-men, Gas Huffer) e Martin Bland (Bloodloss). Questo gruppo è tuttora esistente e pubblica qualcosa di nuovo all'incirca ogni cinque anni.
Nel 1992 Mark Arm partecipa alla registrazione di un EP degli Alice in Chains, Sap.
Nel 1992 Mark Arm entra nei Bloodloss, gruppo originario dell'Australia trasferitosi in quegli anni a Seattle, e vi rimarrà fino al 1996, anno in cui il gruppo cessa le proprie attività a causa dei gravi problemi di dipendenza del cantante Renestair EJ. Il gruppo ha attualmente diverso materiale per il quale però non è possibile prevedere una data di pubblicazione.
Nel 1998 è la volta di un altro supergruppo, i Wylde Rattz, creato per comporre parte della colonna sonora del film Velvet Goldmine, ispirato alla scena glam degli anni 70 ed a personaggi quali Iggy Pop e David Bowie. Questa band doveva interpretare gli Stooges ed in origine era formata, oltre che dallo stesso Mark Arm, da Thurston Moore e Steve Shelley (Sonic Youth), Mike Watt (Minutemen) e soprattutto dal leggendario chitarrista degli Stooges, Ron Asheton. Tuttavia nella colonna sonora del film la voce di Mark verrà sostituita, a insaputa sua e del gruppo, con quella dell'attore Ewan McGregor. In ogni caso la vera importanza del gruppo si rivelerà essere l'aver favorito la nascita del sodalizio tra Watt e Asheton, attorno al quale comincerà a prendere forma la riunione degli Stooges, evento sognato dai fan per decenni ma che si concretizzerà solo nel 2002.
Nel 1999 i Mudhoney vengono licenziati dalla Reprise, e subito dopo si ritrovano in tre per l'uscita di Matt Lukin. Sul momento questi eventi sembrano porre fine alla carriera del gruppo.
Nello stesso anno compare anche sul secondo album dei Nebula, dove presta la sua voce per una reinterpretazione degli Stooges.

## Gli anni 2000
Nel 2001 Mark pubblica con i Mudhoney March on Fuzz, una raccolta di successi e rarità che venne interpretata da molti come un ultimo epitaffio della band prima della definitiva separazione. Tuttavia già in quell'anno il gruppo inizia a provare di nuovo, prima come trio, poi con una serie di bassisti, fino all'entrata nel gruppo di Guy Maddison (Bloodloss).
Con la nuova formazione i Mudhoney tornano a firmare per la Sub Pop e pubblicano Since We've Become Traslucent (2002), che segna la rinascita del gruppo, e ricominciano a suonare in giro per il mondo.
Intanto, approfittando dello stop forzato del suo gruppo principale, nel 2000 Mark e Steve riuniscono i Monkeywrench, che pubblicano il loro secondo LP ed alcuni singoli, e che per la prima volta vanno in tour al di fuori dell'America. Aprono tra l'altro le due date alla Wembley Arena di Londra del tour dei Pearl Jam, concerti documentati da un album live a tiratura limitata.
Sempre nel 2000 Mark, Steve e Dan formano i New Strychnines (che per motivi legali in America cambiano il loro nome in The New Original Sonic Sound), una reinterpretazione band dello storico gruppo garage The Sonics. È un progetto estemporaneo che comunque fa in tempo a pubblicare un disco, composto di sole reinterpretazioni, che inaspettatamente riscuote un notevole successo di critica.
Nel 2004 Mark accetta di diventare uno dei cantanti dei DKT/MC5, ovvero la riunione dei tre membri superstiti degli MC5. Con questa band Mark eseguirà moltissimi concerti tra cui un intero tour mondiale.
Nel 2006 i Mudhoney pubblicano il loro disco più recente, Under a Billion Suns.
Alcuni dei suoi progetti futuri sono il doppio DVD antologico dei Mudhoney, il terzo album dei Monkeywrench e probabilmente alcune registrazioni in studio con i DKT/MC5.

## Discografia
- 1990 - The Freewheelin' Mark Arm  7" (Sub Pop)